# Pelariga
Pelariga is een plaats (freguesia) in de Portugese gemeente Pombal en telt 2 291 inwoners (2001).